# 타테가미 아오이
타테가미 아오이(일본어: 立神あおい)는 도에이 애니메이션 키라키라☆프리큐어 아라모드에 등장하는 가공의 인물이다. 애니메이션 성우는 무라나카 토모이다.

## 프로필
| 이름                 | 타테가미 아오이            |
| 성별                 | 여자                       |
| 생일                 | 8월 27일                   |
| 별자리               | 처녀자리                   |
| 소속                 | 키라파티                   |
| 포지션               | 주연, 조력자, 히로인       |
| 변신체               | 큐어 젤라토                |
| 상징색               | 파란색                     |
| 등장 프리큐어 시리즈 | 키라키라☆프리큐어 아라모드 |

## 인물
보이시한 스타일에 송곳니가 있는 소녀로 항상 재킷을 입으며 직설적이고 열혈적인 분위기를 보여준다. 타테가미 콜체른 회장의 외동딸이며 재벌 갑부 집안에서 자랐다. 겁을 모르는 용감무쌍한 성격으로 연상의 고등학생들을 혼내기도 하고 거구의 괴물과도 거침없이 싸운다. 공부, 운동 다 잘하는데다가 노래도 잘 부르는 엄친딸이다.

## 큐어 젤라토
타테가미 아오이가 프리큐어로 변신한 모습. 상징색은 파란색, 상징 스위츠는 아이스크림.
숫사자의 갈기가 달린 모습에 파란색의 사자 꼬리가 달렸으며 파란색 사자 갈기 머리에 아이스크림 모양의 호박바지를 입고 있다. 한쪽만 비대칭인 스타킹을 입고 있으며, 전채적으로 의상이 보이시한 느낌이 난다.

### 필살기
- 젤라토 셰이크